# G. Arthur Cooper

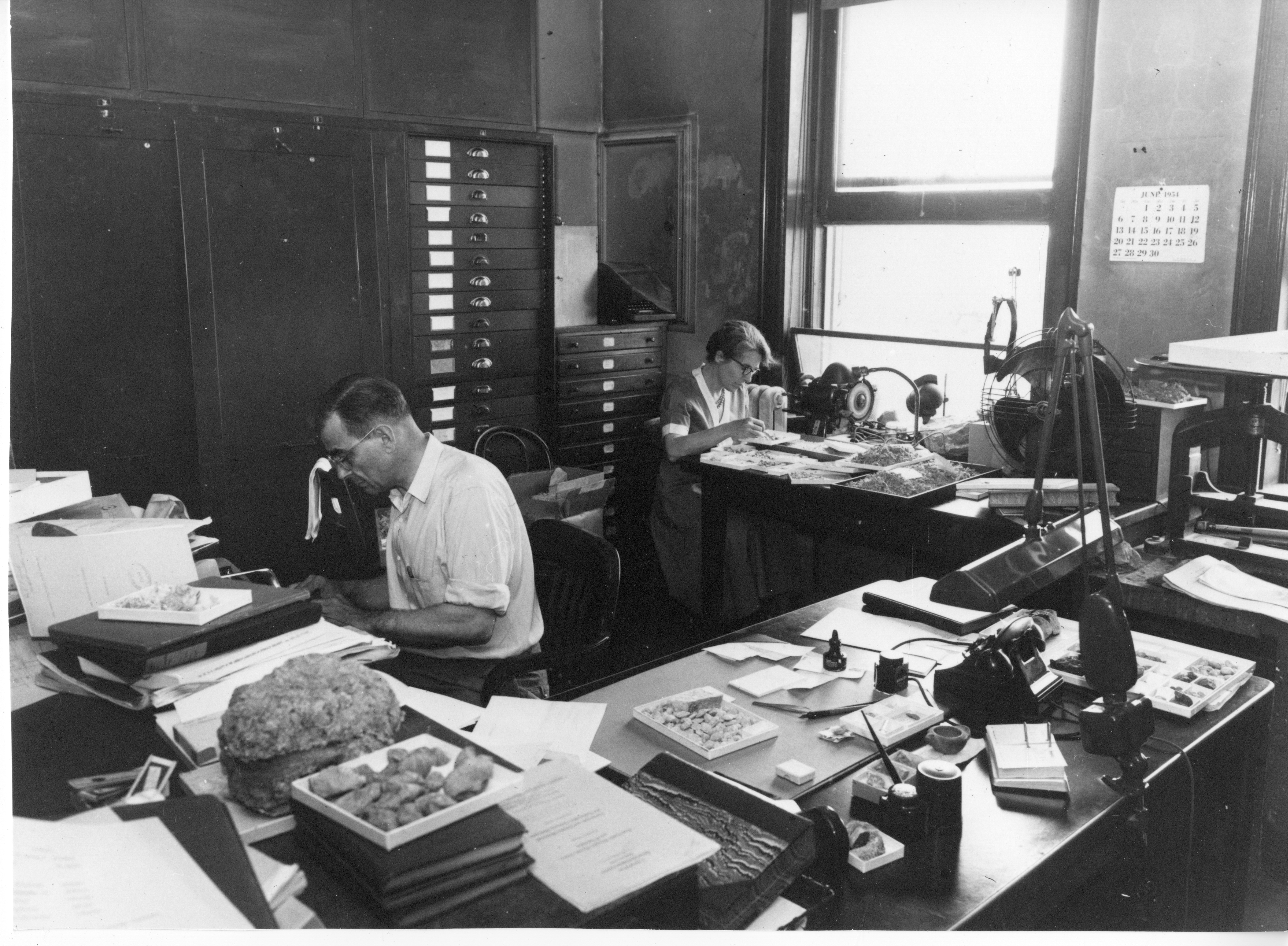
Gustav Arthur Cooper mit Ehefrau Josephine Cooper in seinem Büro am National Museum of Natural History (1954)

Gustav Arthur Cooper (* 9. Februar 1902; † 17. Oktober 2000) war ein US-amerikanischer Paläontologe, der international als Autorität für Brachiopoden, deren Taxonomie und deren Verwendung in der Stratigraphie, galt.
Cooper sammelte schon als Jugendlicher in New York Insekten und Mineralien. Er studierte an der Colgate University und der Yale University, wo er 1929 bei Charles Schuchert über Brachiopoden promoviert wurde und Assistant Curator am Peabody Museum war. 1930 wurde er Assistant Curator am National Museum of Natural History der Smithsonian Institution in Washington, D.C., 1944 Kurator für Paläontologie der Wirbellosen, 1956 Leiter der Abteilung Geologie und 1963 Leiter der neu gegründeten Paläobiologie Abteilung. Auch nach seiner Pensionierung 1974 arbeitete er bis 1987 weiter am Smithsonian. Im Ruhestand lebte er in Raleigh (North Carolina).
Er baute am Smithsonian die weltweit größte Brachiopoden Sammlung auf. Er selbst sammelte unter anderem extensiv in den Glass Mountains in Texas (Brachiopoden des Perm), 370 km südöstlich El Paso. Die in Kieselsäure versteinerten Fossilien löste Cooper mit Säuren aus dem Kalkstein. Er beschrieb die Brachiopoden in mehreren Bänden mit R. E. Grant.
Er stand dem Stratigraphie Komitee des National Research Council für das Devon vor. Er war auch in den Komitees für das Ordovizium und Perm.
1960 wurde Cooper in die American Academy of Arts and Sciences gewählt. 1964 erhielt er die Paleontological Society Medal und war Präsident der Paleontological Society. 1979 erhielt er die Daniel Giraud Elliot Medal, 1983 die Penrose-Medaille.
Er arbeitete im Smithsonian mit seiner Frau Josephine Cooper zusammen.

## Schriften
- mit Charles Schuchert: Brachiopod Genera of the suborders Orthoidea and Pentameroidea, Memoirs Peabody Museum, 1932 (Digitalisat)
- mit E. O. Ulrich: Ozarkian and Canadian Brachiopoda, 1938
- Chazyan and Related Brachiopods, 1956
- mit Helen Margaret Muir-Wood: Morphology, Classification, and Life Habits of Productoids (Brachiopoda), 1960
- mit Richard E. Grant: Permian Brachiopods of West Texas, 6 Bände, 1969–1977